# Писарівщина (Гадяцька міська громада)
Пи́сарівщина — село в Україні, у Миргородському районі Полтавської області. Населення становить 114 осіб. Входить до складу Гадяцької міської громади.
Після ліквідації Гадяцького району у липні 2020 року увійшло до Миргородського району.

## Географія
Село Писарівщина примикає до села Сари, на відстані до 1 км розташовані села Біленченківка, Островерхівка та Оріханове.
По селу тече струмок, що пересихає із заґатою.

## Історія
- 1870 — засноване як село Ярки.
- 1950 — перейменоване на Писарівщина.
- Село постраждало внаслідок геноциду українського народу, проведеного окупаційним урядом СРСР 1923—1933 та 1946–1947 роках.
- До 2018 року орган місцевого самоврядування — Біленченківська сільська рада.